# Episodi di American Horror Story (settima stagione)
La settima stagione della serie televisiva American Horror Story, intitolata American Horror Story: Cult e composta da 11 episodi, è stata trasmessa in prima visione negli Stati Uniti d'America sul canale via cavo FX dal 5 settembre al 14 novembre 2017.
In Italia, la stagione è andata in onda in prima visione sul canale satellitare Fox dal 6 ottobre al 15 dicembre 2017.
Gli attori che ritornano in questa stagione dalle precedenti sono: Sarah Paulson, Evan Peters, Cheyenne Jackson, John Carroll Lynch, Chaz Bono, Adina Porter, James Morosini, Emma Roberts, Mare Winningham, Frances Conroy, e Jamie Brewer, mentre tra i nuovi volti troviamo Billie Lourd e Alison Pill.

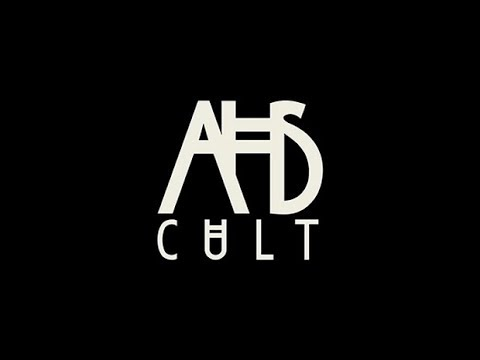
Logo della settima stagione Cult

| nº | Titolo originale                            | Titolo italiano                              | Prima TV USA      | Prima TV Italia  |
| -- | ------------------------------------------- | -------------------------------------------- | ----------------- | ---------------- |
| 1  | Election Night                              | La notte delle elezioni                      | 5 settembre 2017  | 6 ottobre 2017   |
| 2  | Don't Be Afraid of the Dark                 | Non avere paura del buio                     | 12 settembre 2017 | 13 ottobre 2017  |
| 3  | Neighbors from Hell                         | Vicini infernali                             | 19 settembre 2017 | 20 ottobre 2017  |
| 4  | 11/9                                        | Io credo in te                               | 26 settembre 2017 | 27 ottobre 2017  |
| 5  | Holes                                       | La setta                                     | 3 ottobre 2017    | 3 novembre 2017  |
| 6  | Mid-Western Assassin                        | Assassino del Midwest                        | 10 ottobre 2017   | 10 novembre 2017 |
| 7  | Valerie Solanas Died for Your Sins: Scumbag | Valerie Solanas è morta per i vostri peccati | 17 ottobre 2017   | 17 novembre 2017 |
| 8  | Winter of Our Discontent                    | La testa del serpente                        | 24 ottobre 2017   | 24 novembre 2017 |
| 9  | Drink the Kool-Aid                          | Prova di lealtà                              | 31 ottobre 2017   | 1º dicembre 2017 |
| 10 | Charles (Manson) in Charge                  | Charles (Manson) al potere                   | 7 novembre 2017   | 8 dicembre 2017  |
| 11 | Great Again                                 | Il grande giorno                             | 14 novembre 2017  | 15 dicembre 2017 |

## La notte delle elezioni
- Titolo originale: Election Night
- Diretto da: Bradley Buecker
- Scritto da: Ryan Murphy e Brad Falchuk

### Trama
8 novembre 2016: durante la notte delle elezioni presidenziali americane, Ally, sua moglie Ivy, loro figlio Oz e i coniugi Chang si ritrovano per assistere all'elezione del quarantacinquesimo presidente americano Donald Trump. Ally ne rimane sconvolta, teme per la sua famiglia omogenitoriale e per questo le sue fobie ritornano a galla.
Nel frattempo, la stessa notte, Kai gioisce per l'elezione di Trump e va dalla sorella Winter per gongolare visto che lei aveva votato per Hillary Clinton.
Sotto le coperte, Oz legge un fumetto che parla di Twisty, il clown assassino. Sua madre Ally lo scopre e appena vede la copertina del fumetto la sua fobia per i clown la assale, così decide di tornare dal suo terapista, Rudy, il quale le consiglia di prendere alcuni antidepressivi.
In seguito, Kai partecipa all'incontro del consiglio cittadino dopo un attacco alla comunità ebraica. Il signor Chang, membro del consiglio, ascolta le idee di Kai, le quali si basano sull'utilizzo della paura per controllare le persone. Nessuno dei presenti è d'accordo con le idee di Kai, pertanto il giovane si allontana sentendosi umiliato.
Mosso dalle sue idee razziste, Kai decide di aggredire un gruppo di uomini ispanici lanciando contro di loro un preservativo riempito di urina. Gli uomini reagiscono picchiando Kai, da lontano qualcuno sta filmando la scena.
Nel frattempo, Ally si reca al supermercato, ma quando è lì comincia a sentire una musica inquietante e a vedere delle persone mascherate da clown, la sua fobia la fa impazzire tanto da correre fuori dall'edificio urlando. Salendo in macchina, la giovane donna chiama sua moglie, la quale tenta di rassicurarla, ma non serve a niente. Uno di quei clown è nella macchina di Ally e per lo spavento quest'ultima preme l'acceleratore e si scontra con un palo, svenendo. Tornata a casa, Ivy le racconta che nessuno ha visto o sentito niente di tutto ciò che aveva raccontato Ally.
Ivy cerca di parlare con Ally dei suoi problemi, le chiede inoltre di tornare ad aiutarla sul posto di lavoro: le due posseggono un ristorante. Ally accetta a tornare, quindi le due mamme devono trovare una baby-sitter per il figlio Oz. Winter accetta di prendersi cura del bambino dopo aver sostenuto un colloquio con Ally ed Ivy.
Seguendo le idee del fratello, Winter cerca di educare Oz a non avere più paura. Gli mostra immagini cruente, di persone che vengono uccise. Quella sera, mentre le sue mamme sono al lavoro, Oz vede fuori dalla finestra di camera sua un furgoncino dei gelati dal quale scendono gli stessi clown che sua madre Ally aveva visto al supermercato e si dirigono nella casa dei Chang. Secondo la ricostruzione di Oz, Winter ha costretto il piccolo ad andare a vedere l'accaduto, ossia il barbaro assassinio dei coniugi, ma Winter smentisce la sua storia dicendo che il piccolo si era fatto influenzare dal fumetto su Twisty.
L'episodio termina con Ally nel suo letto che, sentendo un rumore, si volta per cercare la moglie ma trova un clown accanto a sé.
- Guest star: John Carroll Lynch (Twisty), Colton Haynes (Det. Jack Samuels), Tim Kang (Signor Chang), Aimee Carrero (Ragazza del fumetto appartata nel parco), Cooper Dodson (Oz Mayfair-Richards), Rafael de la Fuente (Ragazzo del fumetto appartato nel parco), Jorge-Luis Pallo (Pedro Morales), Zack Ward (Roger).
- Ascolti USA: telespettatori 3 933 000 – rating 18-49 anni 2,0%[3]

## Non avere paura del buio
- Titolo originale: Don't Be Afraid of the Dark
- Diretto da: Liza Johnson
- Scritto da: Tim Minear

### Trama
Ally avvisa Ivy della presenza del clown all'interno del suo letto, e benché la moglie tenti di cercarlo la presenza finisce per rivelarsi l'ennesima probabile visione della donna. Il problema è che anche il piccolo Oz inizia ad avere le visioni di alcuni clown, come quelli che ha visto ammazzare i Chang e come Twisty, l'antagonista dei suoi fumetti.
Nella vecchia casa dei Chang si trasferiscono dopo breve tempo dalla morte dei coniugi due nuovi inquilini: Harrison e Meadow Wilton. Lui è apicultore ed opera nel cortile dell'abitazione. Nel frattempo il video del pestaggio di Kai indotto dallo stesso inizia a diventare virale, così la notizia del pericolo dei messicani (imbastita apposta da Anderson) inizia ad avere la sua importanza e a permettere al giovane di scendere in campo con l'idea di candidarsi come consigliere comunale successore a Chang.
Durante un giorno di lavoro al ristorante di Ivy si innesca una lite tra Roger, principale della cucina, e Pedro Morales, un uomo messicano dipendente del posto. Quella notte, Roger viene trovato da Ally appeso ai quarti di bue della cucina e la donna, nel tentativo di salvarlo, finisce per farlo morire dissanguato. Pedro viene messo sotto torchio dalla polizia come primo sospettato per l'omicidio, e discriminato in quanto "pericoloso messicano".
A questo punto Ally si chiude ancora più in se stessa, facendo costruire delle inferriate intorno all'abitazione. Riceve la visita di Kai, intenzionato a fare propaganda (anche con le sue due prime vittime) per il suo ruolo di consigliere comunale. Nel frattempo la complice e sorella di Kai, Winter, continua con le sue vessazioni psicologiche verso Oz e inizia a circuire sessualmente un'inerme Ally. Durante una sera in cui Ivy si trova al ristorante avviene un black out in otto stati dell'America, tra cui il Michigan. La paura per un attacco terroristico si fa sentire. Winter se ne va dall'abitazione, lasciando Ally in balia dei suoi clown. Oz, come su consiglio di Winter, chiede al clown che vede passare in camera sua se stia dormendo oppure sia sveglio, ricevendo la prima alternativa come risposta.
Nel pieno dell'ansia e della paura, Ally afferra la pistola che si era fatta vendere da Wilton e, recuperato Oz, inizia a dirigersi fuori dall'abitazione. D'improvviso compare Pedro, mandato da Ivy a portare dei sostentamenti di sicurezza alla moglie e al figlio, e Ally, presa dall'impeto della paura, gli spara accidentalmente.
- Special guest star: Billy Eichner (Harrison Wilton).
- Guest star: Adina Porter (Beverly Hope), Colton Haynes (Det. Jack Samuels), John Carroll Lynch (Twisty), Leslie Grossman (Meadow Wilton), Cooper Dodson (Oz Mayfair-Richards), Jorge-Luis Pallo (Pedro Morales), Zack Ward (Roger).
- Ascolti USA: telespettatori 2 381 000 – rating 18-49 anni 1,2%[4]

## Vicini infernali
- Titolo originale: Neighbors from Hell
- Diretto da: Gwyneth Horder-Payton
- Scritto da: James Wong

### Trama
L'episodio si apre con la storia di Rosie, una paziente del Dr. Rudy Vincent, che riesce a superare la sua paura per le bare e i feretri. Però, tornando da una seduta con lo psichiatra, Rosie e suo marito vengono chiusi vivi all'interno di due bare dai clown assassini e lasciati morire dentro. Il fatto lascia sconvolti sia la polizia che la reporter Beverly Hope, che si trova sul posto.
Seguendo gli eventi dell'episodio precedente, Ally è disperata a causa del rimorso per aver ucciso Pedro ma il Detective Jack Samuels la rassicura dicendole che ciò che ha fatto è pura autodifesa. D'altro canto, Ally viene considerata dalla maggior parte dei cittadini di Brookfield Heights un'assassina vera e propria e molti di questi protestano davanti al ristorante di Ally e di Ivy. Inoltre, anche Harrison e Meadow Wilton disapprovano l'atto compiuto da Ally, dandole della razzista. Nello stesso tempo, Kai si reca dalla donna promettendole protezione, onorando l'omicidio come un'azione per difendere se stessa e il figlio Oz. Il giorno dopo, un annuncio offensivo è postato online, attirando un pervertito a casa di Ally e Ivy; Ally istantaneamente crede che i responsabili sono i Wilton. Attraverso dei flashback, si rivela che i Wilton avevano fatto un accordo con Kai Anderson, che aveva "protetto" i loro segreti oscuri; Meadow era una donna negligente e sola, e Harrison era gay segretamente, facendo intendere che il suo era un matrimonio senza amore.
Winter ritorna a casa dei Mayfair-Richards per fare da babysitter ad Oz e Oz stesso riceve un porcellino d'India da Harrison e Meadow. Ally non è d'accordo a tenere l'animale e crede che i Wilton stiano facendo di tutto per allontanarla da suo figlio. In seguito, Ally acconsente a Oz di tenere il porcellino. Però, tornati a casa, le donne e il figlio trovano l'animale morto nel loro microonde. Presa da un attacco d'ira, Ally aggredisce violentemente Harrison e Meadow, anche se quest'ultimi dicono di non saperne niente riguardo. Nello stesso tempo nella casa di Ally e Ivy viene trovata una faccia sorridente dipinta di rosso, il simbolo dei clown assassini. Le donne scoprono che anche nella casa dei Wilton si trova lo stesso simbolo, ma Ally si rifiuta di avvertirli. Inoltre, durante la notte uno strano camion emana nel quartiere un gas verde nocivo, che ammazza gli uccelli del vicinato. Ally prova ad incontrare il guidatore del camion varie volte, ma scopre che lo spargimento di gas è legato alle azioni dei clown.
La sera seguente, Samuels sta investigando sulla morte del porcellino d'India, ma viene rivelato che il poliziotto è un vecchio amico dei Wilton. In seguito, Oz scopre un video postato online che ritrae Winter mentre sta seducendo Ally; Ivy, infuriata, decidere di andare via dalla casa insieme ad Oz. Nel frattempo, le donne vedono la polizia davanti a casa loro che sta per interrogare Harrison ricoperto di sangue e l'uomo accusa Ally di aver ucciso Meadow. Entrando nella casa, Ally e Ivy scoprono la faccia sorridente dipinta nel muro, segno della presenza dei clown nella casa.
- Special guest star: Billy Eichner (Harrison Wilton).
- Guest star: Adina Porter (Beverly Hope), Leslie Grossman (Meadow Wilton), Colton Haynes (Det. Jack Samuels), Dermot Mulroney (Bob Thompson), Laura Allen (Rosie), Ron Melendez (Mark), Seth Coltan (Uomo pervertito), Cooper Dodson (Oz Mayfair-Richards), Jorge-Luis Pallo (Pedro Morales).
- Ascolti USA: telespettatori 2 247 000 – rating 18-49 anni 1,2%[5]

## Io credo in te
- Titolo originale: 11/9
- Diretto da: Gwyneth Horder-Payton
- Scritto da: John J. Gray

### Trama
La puntata è costituita da continui salti temporali, e va a spiegare le origini singole dell'alleanza socio politica costituita da Kai Anderson.
7 novembre 2016, un giorno prima delle elezioni. Ivy vuole recarsi all'ultima manifestazione pro Hilary, mentre Ally è intenzionata a rimanere a casa in quanto ha intenzione di votare per la Stein (credendo l'elezione della Clinton come scontata nella vittoria). Alla manifestazione, la donna viene molestata da Gary, un parteggiante Trumpiano che si dimostra alquanto misogino ed arrogante. Viene soccorsa da Winter, incontrata quindi da Ivy ancora prima della sua presentazione come babysitter di Oz, che le propone di agire direttamente sul molestatore. Dopo aver raggiunto il market in cui lavora, le due rapiscono l'uomo e lo segregano in uno scantinato indicato da Winter, avvolgendolo con il nastro isolante ed ammanettandogli il polso sinistro ad una tubatura. Tornata a casa, Winter racconta al fratello di come si sia sentita a fare del male. Kai raggiunge subito l'ubicazione in cui Gary è stato imprigionato, e dopo avergli sbattuto in faccia le umiliazioni da lui subite da Obama e dai diritti civili democratici a cui presto potrà rinunciare con l'elezione di Trump, gli porge una sega con cui dimostrare la sua forza attraverso un grande sacrificio: l'amputazione del suo braccio per liberarsi dall'ammanettamento. Il giorno delle elezioni, Kai porta con sé un redivivo Gary in sede elettorale sostenendolo nella camminata. Dopo aver votato, l'uomo esce fiero dalla cabina sbandierando all'aria il moncherino del braccio tagliato mentre urla un incitamento verso la "vera Nazione Americana".
Nel periodo di novembre, Kai circuisce le attenzioni dei coniugi Wilton. Lei, Meadow, è una casalinga ignorante, mentre lui, Harrison, lavora presso una palestra. Essendo evidentemente omosessuale, il suo superiore omofobo, Vinny, gli intima di svolgere le mansioni più meschine all'interno dei bagni maschili della palestra (come lavare dai pavimenti lo sperma lasciato dalle masturbazioni dei clienti). Kai, dopo essersi iscritto in palestra così da poter avvicinarsi ed entrare nell'intimo e nelle grazie dell'uomo, fa ragionare in maniera estrema Harrison, che sta anche avendo forti problemi nel rapporto con la moglie e con l'affitto della loro casa, invitandolo a reagire alle situazioni umilianti che gli vengono imposte. Sotto l'osservazione di Anderson, Harrison decide di ribellarsi dopo l'orario di chiusura: aggredisce Vinny e lo soffoca con un'asta da sollevamento pesi, per poi dargli il colpo di grazia mediante un peso stesso. Kai si occupa di camuffare le prove, inviando a tutti i contatti del defunto un messaggio con il suo cellulare comunicando il suo allontanamento dalla città a causa di un'urgenza ed eliminando le registrazioni delle telecamere di sorveglianza. Poi assegna ad Harrison il compito più scomodo per risolvere in autonomia e senza paura la situazione: fare a pezzi il corpo di Vinny nella stanza del motel dove lui e Meadow alloggiano dopo lo sfratto, mediante la sega da lui procuratagli.
Nel periodo di dicembre iniziano ad emergere le prove dell'effettivo destino subito da Vinny, dopo il ritrovamento del suo busto in una discarica. Al servizio viene assegnata la giornalista Beverly Hope, che Kai riconosce come un volto familiare mentre la osserva in televisione. Facendo delle ricerche su alcune vecchie notizie e video caricati online, Anderson rimembra la giornalista come vittima di abusi misogini da parte di disturbatori televisivi. All'ennesima aggressione da parte di un gruppo di ragazzi la donna aveva reagito in diretta, malmenandoli. Si era poi volontariamente fatta ricoverare in una clinica psichiatrica per trenta giorni, così da cercare di contenere la sua furia. Ed è proprio su quella furia che Kai vuole investire. Dopo averla raggiunta ed abbordata per una conversazione, il giovane viene a scoprire il fatto che Beverly sia frustrata e vessata dal fatto che una sua collega civettuola, stupida e superba, la giovane Serena Belinda, stia facendo carriera al posto suo prostituendosi con i capi della testata. A questo punto, durante un servizio giornalistico della Belinda, alcuni dei sicari vestiti da clown attaccano lei e il suo cameraman, uccidendoli brutalmente. Subito dopo la notizia, Beverly si reca nel rifugio dell'alleanza di cui Kai le aveva lasciato l'indirizzo. Qui trova Anderson in compagnia di Harrison e Meadow. Chiedendogli conferma sul fatto che l'omicidio sia avvenuto per sua volontà, Beverly gli annuncia d volersi unire all'alleanza avendo capito di "credere in lui".
- Special guest star: Billy Eichner (Harrison Wilton), Emma Roberts (Serena Belinda).
- Guest star: Adina Porter (Beverly Hope), Leslie Grossman (Meadow Wilton), Dermot Mulroney (Bob Thompson), James Morosini (R.J.), Chaz Bono (Gary Longstreet), T.J. Hoban (Vinny Ravoli), Bill Parks (Cole).
- Ascolti USA: telespettatori 2 126 000 – rating 18-49 anni 1,1%[6]

## La setta
- Titolo originale: Holes
- Diretto da: Maggie Kiley
- Scritto da: Crystal Liu

### Trama
L'episodio si apre con un servizio di Beverly Hope sui pericoli che stanno divampando sempre più nella tranquilla cittadina di Brookfield Heights. Bob, capo di Beverly, critica i servizi della donna sugli omicidi dei clown e le interviste a Kai Anderson come candidato a consigliere comunale, considerandoli come fonte di paura per le persone. Dopo un piccolo diverbio, Bob licenzia Beverly.
Kai, Beverly, Winter, Harrison, Jack Samuels, Gary Longstreet e R.J., il cameraman di Beverly, si riuniscono nel sottoscala di Kai per decidere la fine che deve spettare a Bob. Improvvisamente appare Ivy, indicando che anche la donna è legata alla setta di Kai, insieme agli altri sei. Quindi, viene presentata l'intera setta di clown capeggiata dal folle Kai. L'unica che manca è Meadow, scomparsa da alcuni giorni.
Gli otto componenti della setta irrompono nella casa di Bob con i propri vestiti da clown, e si preparano ad ucciderlo sotto la continua pronuncia del verso latino di "Ave Satanas". Prima che ciò avvenga, l'uomo urla al gruppo che se lui morirà nessuno potrà più occuparsi del suo "schiavo". I clown si spostano nella soffitta, dove trovano un uomo con indosso una maschera di lattice appeso ad una serie di ganci in modo feticista e masochista. Ivy e R.J. vorrebbero discutere sul fatto di poterlo risparmiare, ma Kai non ci pensa due volte e si lancia sull'uomo, uccidendolo con un colpo netto al cuore. Subito dopo, mentre R.J non riesce a filmare il culmine di quanto avviene per la paura e il disgusto, Kai e Beverly trucidano sadicamente Bob, togliendosi le maschere davanti a lui.
Una mattina, Beverly e Kai si ritrovano per prendere un caffè nel ristorante di Ally e Ivy. La giornalista avvisa Kai che per essere sempre più forti devono eliminare l'anello debole del gruppo: R.J., troppo pauroso ed emotivo. Kai decide allora di ucciderlo, indicando l'importanza che Beverly assume sempre più nella setta.
Nel contempo, Ally è in uno stato di depressione sempre più elevato, rimasta sola nella casa dopo che Ivy se ne è andata insieme ad Oz, e aumenta sempre di più la sua tripofobia. Disperata, si reca dal Dr. Rudy Vincent per chiedere un aiuto disperato. Ally la sera stessa nota dalla finestra di casa sua dei comportamenti strani da parte di Harrison che si trova insieme al Detective Samuels, rivelatosi il suo amante, visto che Meadow è scomparsa da un paio di giorni. Sospettosa, Ally si reca a casa dei Wilton e scopre una fossa scavata con all'interno una Meadow stordita. Ally non prova ad aiutare la donna e corre a casa sua, provando a chiamare il 911, ma invano. Mentre Ally sta chiamando Ivy per raccontarle l'accaduto, Meadow corre a casa di Ally chiedendole aiuto e rincorsa da Harrison e Jack. La fuggitiva dice concitatamente ad Ally che la setta dei clown è composta da suo marito, dalla babysitter di Ally e dalla sua stessa moglie. Meadow viene portata via con un sacco in testa. Ally, subito dopo le affermazioni di Meadow, chiude la telefonata.
Ivy, quando è chiamata da Ally, si trova a casa di Kai per finire R.J. e si insospettisce sulla fine che possa aver fatto Meadow. Legato R.J. ad una sedia, Kai decide di ucciderlo piantandogli dei chiodi in testa. Ogni chiodo viene piantato da un membro diverso della setta, a partire da Ivy, e Kai dà, alla fine, il colpo di grazia.
L'episodio si conclude con un colloquio tra Kai e Beverly, dove la donna costringe il ragazzo a raccontarle la storia della sua famiglia, visto che Kai aveva dato ad ognuno delle versioni diverse. Kai racconta che tre anni prima, nel 2014, sua madre, in seguito alle continue vessazioni del marito, uccise suo padre e si suicidò. Kai, disperato, chiamò suo fratello, rivelatosi essere il Dr. Vincent. Quest'ultimo, per evitare problemi da un punto di vista mediatico, decide di lasciare i corpi dei genitori a decomporre nella loro camera da letto, cospargendoli di soda caustica. Tutto ciò successe in assenza di Winter, che, tornata dal college, rimase disgustata dalla decisione. Kai nel corso del tempo ha fatto visita di continuo ai corpi decomposti dei genitori nella camera.
- Special guest star: Billy Eichner (Harrison Wilton).
- Guest star: Adina Porter (Beverly Hope), Leslie Grossman (Meadow Wilton), Colton Haynes (Det. Jack Samuels), Dermot Mulroney (Bob Thompson), James Morosini (R.J.), Laura Allen (Rosie), Ron Melendez (Mark), Grant Albrecht (Scott Anderson), Chaz Bono (Gary Longstreet), Cooper Dodson (Oz Mayfair-Richards).
- Ascolti USA: telespettatori 2 199 000 – rating 18-49 anni 1,1%[7]

## Assassino del Midwest
- Titolo originale: Mid-Western Assassin
- Diretto da: Bradley Buecker
- Scritto da: Todd Kubrak

### Trama
L'episodio si apre con un primo piano a una bandiera americana che sta sventolando in aria e di sottofondo i rumori di una sparatoria e le urla di alcune persone. Poi è possibile vedere una serie di persone morte in una piazzetta dove si stava tenendo un rally politico per la candidatura di Kai Anderson a consigliere comunale; Kai è anch'egli disteso a terra e vicino a lui si trova una Ally traumatizzata con una pistola in mano.
Tornando indietro nel tempo, Ally salva Meadow dalla setta. Ally chiede a Meadow perché le stia raccontando tutto se anche lei ne faceva parte, dunque la donna glielo spiega: Meadow si era innamorata di Kai, del fatto che le desse le attenzioni che suo marito non le dava, tuttavia Meadow aveva scoperto che Kai incoraggiava gli altri membri a far parte della setta con lo stesso discorso e le stesse parole, per questo Meadow, furiosa, decide di abbandonare. Viene fermata da Kai il quale ordina a Harris e Jack di legarla e sbarazzarsene.
A questo punto Ally decide di portare Meadow dal suo analista cosicché possa testimoniare che le sue teorie sono fondate e non frutto della sua pazzia.
Assistiamo ad un flashback in cui vediamo Kai che espone ai cittadini i punti chiave della sua politica, ma nel mezzo del discorso viene interrotto da una donna, Sally Keffler, la quale si candida come avversaria di Kai. Il giovane non sopporta l'idea che la donna possa vincere contro di lui, si sente umiliato dal modo in cui è stato interrotto. Per questo decide di ucciderla con l'aiuto della setta.
Tornando al momento del rally politico nella piazza della città, scopriamo che è Meadow la donna che ha iniziato a sparare i colpi di arma da fuoco per poi suicidarsi. Ally assiste al tutto cercando di salvarla invano. Il piano di Kai è andato a buon fine: Ally viene fermata dalla polizia con la pistola in mano, Kai è ferito e Meadow è morta, come desiderato da Harrison.
- Special guest star: Billy Eichner (Harrison Wilton), Mare Winningham (Sally Keffler).
- Guest star: Adina Porter (Beverly Hope), Leslie Grossman (Meadow Wilton), Colton Haynes (Det. Jack Samuels), Chaz Bono (Gary Longstreet).
- Nota: il 7 ottobre 2017 è stato confermato che la scena iniziale, riguardante una sparatoria, sarebbe stata modificata a causa della strage di Las Vegas avvenuta il 1º ottobre 2017. Mentre l'episodio modificato è stato trasmesso solo su FX, l'episodio non censurato è stato reso disponibile via VOD, FXNOW e FX+.[8]
- Ascolti USA: telespettatori 2 149 000 – rating 18-49 anni 1,0%[9]

## Valerie Solanas è morta per i vostri peccati
- Titolo originale: Valerie Solanas Died for Your Sins: Scumbag
- Diretto da: Rachel Goldberg
- Scritto da: Crystal Liu

### Trama
3 giugno 1968: Valerie Solanas si prostituisce all'interno di una macchina per poi recarsi a comprare dei proiettili.
24 ore prima: Valerie si reca allo studio Factory, dove Andy Warhol le dice di aver perso il copione di "Up Your Ass" che lei gli aveva dato. Furiosa, Valerie lo minaccia e viene cacciata via dal posto.
Ritornando al 3 giugno, Valerie si reca allo studio Factory e nell'ascensore incontra Andy. Dopo aver seguito l'uomo nell'atrio, Valerie prende la pistola e dopo aver dichiarato che Warhol esercitava troppo controllo sulla sua vita, gli spara dritto al petto.
Oggi: Kai, dopo essere uscito dall'ospedale, vince le elezioni comunali e recluta nuovi membri per il suo team. Harrison, nel frattempo, giustifica le azioni di Meadow come vendetta per la vittoria di Trump. Beverly, dopo essere uscita dallo studio di Channel 7, incontra una strana figura avvolta in un mantello verde, che le rivela di aver capito della setta di Kai. La donna misteriosa la avvisa che in realtà è soltanto un burattino nelle mani di Kai e che quando lo avrà capito dovrà venire a trovarla alla stanza 12 del Reunion Hotel.
L'avviso della donna si rivela fondato: Kai mette da parte Beverly nel suo piano e la umilia di fronte ai suoi adepti. Nel frattempo Ally viene portata via dalla polizia come sospettata e Ivy rassicura Winter sul fatto che la donna possa riuscire a provare qualcosa alla polizia. La loro conversazione viene interrotta da Beverly, che entra nel ristorante di Ivy, in compagnia della strana donna il cui nome è Bebe Babbitt. Bebe racconta la storia di Valerie Solanas, il suo vero amore.
Nel 1967, dopo aver compiuto trent'anni Valerie scrisse lo SCUM Manifesto, che leggeva nel suo appartamento facendo entrare le donne per un dollaro e gli uomini per due e cinquanta. Le più fedeli a Valerie erano: Hedda, un'orfana che viveva per strada, Loxi, una donna di Manhattan, Martha, una forte donna di colore, Butchy May, una donna forzuta incolpata per un omicidio e la giovane Bebe, che si innamorò di Valerie subito dopo averla conosciuta. Nel gruppo vennero accettati anche Bruce e Maurice, due viscidi effemminati, che venivano trattati dalle altre come spazzatura. In breve tempo Valerie formò la setta SCUM, con cui si trasferì a Los Angeles. Nel frattempo, Bebe e Valerie cominciarono una relazione amorosa.
Nel 1968, Valerie disse a Bebe che l'eliminazione della razza maschile, che secondo i principi dello SCUM era fondamentale, doveva cominciare dalla coppie, perché anche le donne che si accoppiavano con i maschi erano condannate. Così Valerie mandò il suo segnale alle sue adepte: il tentato omicidio di Andy Warhol, per il quale fu condannata ad alcuni anni di ospedale psichiatrico. Così la setta SCUM cominciò ad uccidere varie coppie: gli omicidi furono però attribuiti ad un certo Killer dello Zodiaco, a causa di alcune lettere mandate alla polizia. Valerie era più furiosa che mai: una volta uscita dal manicomio reclutò altre ragazze e scoprì che chi aveva mandato le lettere era Bruce. Quest'ultimo cerca di incolpare Maurice, ma viene scoperto e ucciso da Valerie, Bebe, Hedda e il resto dello SCUM. Valerie decise così di informare la polizia che Zodiac non esisteva, ma non venne creduta. Successivamente le cose andarono male: Valerie subì un crollo mentale e cominciò a perdere credibilità. Così tutti i membri della setta la abbandonarono. L'ultima che rimase fu Bebe, ma anche lei fu costretta ad accettare che il suo amore stava andando fuori di testa. Una sera, Valerie, in uno stato pietoso, ha un'allucinazione in cui vede Andy screditarla. Piena di rabbia, si lancia contro di lui; cade, sbatte la testa contro un baule e muore.
Tornando al presente, Bebe riesce a convincere Beverly, Ivy e Winter, che le donne non verranno mai prese sul serio. Il giorno dopo, Winter trova Kai al capezzale dei genitori. I due hanno una conversazione riguardo allo SCUM, che si conclude con la scoperta da parte di Winter che Harrison crede che le donne siano inutili. Prima di andarsene, Winter giura fedeltà al fratello. Poco dopo, Winter, Ivy, Beverly e Bebe tendono un'imboscata ad Harrison. L'uomo si ritrova legato nella cella frigorifera di Ivy, dove viene ucciso con una lama rotante. Kai vede alla televisione il servizio sul ritrovamento del cadavere di Harrison. Insieme a lui c'è Bebe.
- Special guest star: Billy Eichner (Harrison Wilton), Lena Dunham (Valerie Solanas), Frances Conroy (Bebe Babbitt).
- Guest star: Adina Porter (Beverly Hope), Jamie Brewer (Hedda), Dot-Marie Jones (Butchy May), Steve Bannos (Impiegato), Chaz Bono (Gary Longstreet), Lyla Porter-Follows (Giovane Bebe).
- Ascolti USA: telespettatori 2 065 000 – rating 18-49 anni 1,0%[10]

## La testa del serpente
- Titolo originale: Winter of Our Discontent
- Diretto da: Barbara Brown
- Scritto da: Joshua Green

### Trama
Kai è all'apice del potere: oltre che la componente maschile della setta (Gary e Jack) è fornito anche di una scorta di militari che, volontariamente, si sono offerti di difenderlo.
Dopo mesi che non si parlavano più, Kai ha un incontro con il fratello maggiore, Vincent, che si congratula con il giovane fratello della sua vittoria e della sua nuova carica di Consigliere Comunale, visto che non sapeva nulla al riguardo. Vincent sembra mostrare sentimenti sinceri e anche Kai sembra credergli, commuovendosi anche.
Gli uomini di Kai trattano, però, le donne della setta (Winter, Beverly e Ivy) con forte disprezzo, causando l'ira di Beverly e Ivy, mentre Winter sembra voler difendere il fratello a tutti i costi. La giovane ragazza afferma che può far tornare Kai sulla retta via e racconta a Beverly e Ivy dell'inizio della sua follia. Nell'ottobre 2015, i due fratelli Anderson vedono su internet delle foto di una sorta di casa delle torture, presieduta da un uomo inquietante che si faceva chiamare Pastore Charles. Winter e Kai, quando entrano, vedono in ogni stanza un paio di persone che sono torturate in maniera atroce e in ogni stanza rimbombano le prediche del Pastore, rivelatosi un fondamentalista cattolico. Kai riesce a liberare le persone e, insieme alla sorella, uccidono il Pastore. Da quel momento, Winter afferma che Kai ha iniziato a mostrare segni di psicopatia, culminati nel momento delle elezioni.
Winter si reca da Kai per parlargli e il fratello le fa una proposta alquanto ambigua: volendo un erede nato dal suo stesso sangue, chiede alla sorella di essere colei che può dargli la nascita, dopo essersi fatta mettere incinta da Jack Samuels mentre Kai nello stesso momento sta avendo un rapporto anale con il poliziotto. Winter accetta, ma mentre il rapporto sta avvenendo si rifiuta di fare sesso con il fratello e Jack.
Ally nel frattempo torna a casa dopo essere stata ricoverata per tre settimane in un ospedale psichiatrico sotto ordine del dottor Vincent, e ha un incontro con quest'ultimo. Vincent le rivela di essere il fratello di Kai e Winter, pur ammettendo di non aver saputo nulla della setta di Kai, e questa cosa fa andare su tutte le furie Ally.
Per non aver portato a compimento l'azione, Kai "punisce" la sorella costringendola a sporcare la città con lattine di bevande gassate indossando un cappello grottesco, visto che Kai non crede nel riscaldamento globale. Mentre è in giro per la città si accosta a Winter la macchina di Jack, dandole un misero pranzo. Parlando, Winter chiede a Samuels come è nata la sua ossessione per Kai. Infatti, circa qualche anno prima, il poliziotto minaccia Kai di arrestarlo per somministrazione illegale di medicinali sotto il nome di Vincent Anderson (suo fratello); poco tempo dopo Kai si reca a casa del poliziotto, vedendo una serie di cimeli nazisti nella sua casa e una donna scappare da casa sua. Infatti, Jack la stava per violentare e, dopo aver fatto sesso con Kai, quest'ultimo gli chiarisce la sua omosessualità nascosta. Da qui in poi si unisce alla setta di Kai. Dopo aver raccontato la sua storia, prova a stuprare Winter e quest'ultima gli spara.
Ally ha un incontro con Kai dove chiede all'uomo di aiutarla per riavere con sé suo figlio Oz, visto che ora non ha più paura di nulla ed ha superato le sue fobie, rivelando in cambio a Kai che suo fratello lo vuole far arrestare per i crimini commessi da lui e dalla sua setta.
L'episodio si chiude con una riunione di tutti i clown della setta con Kai e le sue guardie del corpo che hanno con sé, sotto ordine di Kai, due ostaggi: Vincent e Beverly. Per ciò che gli ha riferito Ally, Kai uccide brutalmente il fratello maggiore, mentre fa rinchiudere Beverly in una camera delle torture, dopo che Winter ha inventato al fratello che in realtà è stata Beverly ad uccidere Jack Samuels. Poi, ogni clown leva la sua maschera: sotto le maschere dove una volta si trovavano Meadow, Harrison e R.J. si trovano tre delle guardie di Kai, mentre sotto la vecchia maschera di Beverly si trova un nuovo membro della setta: Ally Mayfair-Richards.
- Guest star: Adina Porter (Beverly Hope), Colton Haynes (Det. Jack Samuels), Rick Springfield (Pastore Charles), Chaz Bono (Gary Longstreet), Cameron Cowperthwaite (Speedwagon), Summera Howell (Donna torturata).
- Ascolti USA: telespettatori 2 061 000 – rating 18-49 anni 1,0%[11]

## Prova di lealtà
- Titolo originale: Drink the Kool-Aid
- Diretto da: Angela Bassett
- Scritto da: Adam Penn

### Trama
L'episodio si apre con una serie di immagini e di filmati che raffigurano tre leader famosi di tre culti della personalità: Jim Jones, David Koresh e Marshall Applewhite. La loro storia e i motivi che portarono i tre leader a un suicidio di massa sono narrati dalla voce di Kai, che li ammira per il loro gesto "eroico" ed invita la componente maschile della setta, costituita dal suo esercito personale, a prendere esempio da loro e dai loro seguaci.
Intanto Ally si trova in casa insieme ad Ivy e le chiede spiegazioni sulle motivazioni che l'hanno spinta a fare di tutto per renderla pazza, facendo emergere una nuova immagine di Ally, furiosa e piena di rabbia.
Si unisce a loro Winter dopo aver riaccompagnato Oz, proponendo alle due donne una fuga dalla follia di Kai. Immediatamente sopraggiungono a casa di Ally e Ivy gli uomini di Kai che costringono le donne a recarsi dal giovane uomo. A casa di Kai trovano Beverly, che, giudicata innocente, si avventa contro Winter, ma la lite tra le due donne è fermata dall'avvento di Kai che propone al suo esercito, a Gary e alle quattro donne di bere della Kool-Aid mista a veleno, dicendo di voler compiere un suicidio di massa proprio come Jim Jones. Dopo aver creato il panico generale ed aver costretto tutti a bere la bevanda, Kai rivela che in realtà non hanno bevuto nulla di avvelenato, e che voleva solo che la sua setta gli dimostrasse lealtà.
Intanto Ally e Ivy decidono di scappare via, ma quando vanno nella scuola di Oz per portarlo via, viene comunicato ad Ally che Winter è andata a prelevare il bambino per portarlo da Kai. Giunto a casa dell'uomo, Kai cerca di stabilire un buon rapporto con Oz, legandocisi attraverso il "potere del mignolino" dicendole che ciò che gli manca nella sua vita è una figura maschile, dicendogli che lui stesso è il suo vero padre biologico. Ally e Ivy giungono a casa degli Anderson cercando di riprendersi il figlio. Kai, però, le costringe a tenere Oz insieme a lui e ai suoi uomini, dovuto anche all'entusiasmo del bambino riguardo alla proposta.
Tornate a casa, Ally e Ivy parlano del proprio futuro. Mentre Ivy è convinta che la moglie l'abbia perdonata per tutto ciò che le ha fatto, Ally ribadisce tutte le azioni di Ivy, incluso l'aver portato Kai nelle loro vite ed aver distrutto la loro famiglia. Ivy non crede che Ally abbia il coraggio di vendicarsi ma, dopo aver mangiato, Ivy si sente male e muore vomitando sangue: Ally le aveva avvelenato il cibo e il vino con l'arsenico ed assiste alla scena con grande compiacimento.
Kai e Oz sembrano andare d'accordo, tranne quando Oz smaschera ogni fandonia che Kai racconta ai propri uomini, portando anche l'uomo a spaccare il telefono del bambino.
Ally si reca in ospedale per scoprire chi è il vero padre biologico di Oz, il donatore che ha permesso ad Ally di rimanere incinta, e si rivela che non è Kai Anderson, ma un altro giovane; scoperto ciò, Ally corrompe un'infermiera affinché modifichi i dati della scheda del donatore, ponendo la foto di Kai. La donna invita il leader della setta a cena da lei, mostrandogli la "conferma" che è il padre biologico di Oz. Inoltre i due nascondono il corpo di Ivy nella camera matrimoniale degli Anderson, dove si trovano i cadaveri dei due coniugi e quello di Vincent.
Ally e Kai si recano da Oz, dandogli un forte abbraccio, come un vero e proprio quadretto di famiglia.
- Guest star: Adina Porter (Beverly Hope), Chaz Bono (Gary Longstreet), Cameron Cowpethwaite (Speedwagon), Cooper Dodson (Oz Mayfair-Richards).
- Ascolti USA: telespettatori 1 483 000 – rating 18-49 anni 0,7%[12]

## Charles (Manson) al potere
- Titolo originale: Charles (Manson) in Charge
- Diretto da: Bradley Buecker
- Scritto da: Ryan Murphy e Brad Falchuk

### Trama
Ottobre 2016: mentre va in onda il dibattito ufficiale tra Donald Trump e Hillary Clinton prima delle elezioni presidenziali, Winter e due sue amiche offendono le idee di Trump, provocando l'ira di Kai contro una delle due, arrivando a darle uno schiaffo. Dopo due settimane è mandato da una terapeuta per controllare la sua rabbia che si rivela essere Bebe Babbitt, l'amante di Valerie Solanas, che incita Kai ad entrare in politica con idee estremiste, per portare all'ira le donne e facendole ribellare.
Kai, dopo essere diventato Consigliere Comunale ed avere fatto Ally una sua fedele alleata, organizza un rally politico per incitare i cittadini di Brookfield Heights a nominarlo senatore. Nel frattempo, un gruppo di protestanti attacca Kai e i suoi uomini, definendo il giovane un fascista.
La notizia degli eventi e le idee estremiste di Kai diventano argomento centrale dei telegiornali locali, provocando una forte opposizione, alimentata dal senatore Jackson, che invita le persone a non credere a Kai Anderson. Allora Kai, preso da una forte ira, racconta a Gary e al suo esercito di uomini un esempio di grande virilità: Charles Manson e i suoi omicidi.
Attraverso dei flashback, sono raccontati gli omicidi di Sharon Tate ed altri personaggi uccisi dalla Famiglia Manson, portando l'attenzione su una fra questi, Linda Kasabian, che tradì Manson facendolo arrestare, come esempio di slealtà. Nei flashback, però, non compare Charles Manson; infatti, gli omicidi dei Tate furono compiuti da quattro componenti della Famiglia Manson, fra cui Susan Atkins, la stessa Kasabian, Patricia Krenwinkel e Tex Waston.
In seguito Kai, come simbolo di protesta contro le donne e l'aborto spontaneo, manda Gary e i suoi uomini in un ospedale specializzato per gli aborti per uccidere varie donne: in realtà questo è solo un piano di Kai per uccidere Gary. L'uomo, infatti, portato perfino ad accettare la morte da parte di Kai, viene ucciso. Il corpo è ritrovato la mattina seguente, sventrato, davanti all'ospedale. Il fatto è narrato da una Beverly Hope distrutta e sottotono, cosa che fa innervosire Kai, visto che ha raccontato l'accaduto in maniera troppo tranquilla. Beverly viene anche spronata da Winter a scappare via, ma l'intento della reporter è di rimanere fedele a Kai.
Tornato a casa, Kai è infastidito dal rumore di uno strumento che sembra essere una cimice, per questo sta quasi per impazzire e si rifugia nella camera matrimoniale degli Anderson, divenuta ormai cimitero dei coniugi, di Vincent e di Ivy. Lì dentro ha delle allucinazioni dove il fratello, cadavere, gli dice che ormai ha sbagliato tutto nelle sue azioni. L'allucinazione continua con la visione di Charles Manson che, invece, gli dice di continuare gli omicidi per diventare sempre più potente. Ally poco dopo irrompe in camera, avendo trovato la cimice.
Il giorno seguente Bebe si reca a casa di Kai, furiosa e arrabbiata con il giovane per ciò che ha fatto. Inoltre, Bebe rimprovera Kai di non aver mai compiuto ciò che lei gli aveva richiesto: far ribellare le donne per farle poi riemergere. Mentre Bebe tira fuori una pistola per uccidere Kai, viene uccisa alle spalle da Ally.
Kai decide di cambiare anche stile tagliandosi i suoi eccentrici capelli blu. Poco dopo, fa portare di peso Winter nel seminterrato dove è riunita la setta, ormai composta solamente dagli uomini di scorta di Kai e da Ally e Beverly. Dopo che Ally trova in casa della giovane Winter i biglietti portati a Beverly per scappare via e dopo che dice di aver trovato la cimice nel furgone della setta dove Winter si trovava pochi giorni prima, Kai strangola la sorella, uccidendola.
Dopo l'uccisione di Winter, uno degli uomini di Kai, Speedwagon, corre in macchina per distruggere il telecomando della cimice, ma viene raggiunto immediatamente da Ally.
- Special guest star: Billy Eichner (Charles "Tex" Watson), Frances Conroy (Bebe Babbitt).
- Guest star: Adina Porter (Beverly Hope), Leslie Grossman (Patricia Krenwinkel), Chaz Bono (Gary Longstreet), Dennis Cockrum (Herbert Jackson), Cameron Cowperthwaite (Speedwagon), Rachel Roberts (Sharon Tate), Sarah Yarkin (Riley).
- Ascolti USA: telespettatori 1 820 000 – rating 18-49 anni 0,8%[13]

## Il grande giorno
- Titolo originale: Great Again
- Diretto da: Jennifer Lynch
- Scritto da: Tim Minear

### Trama
2018: Kai Anderson è rinchiuso nel carcere penitenziario di Jackson, nel Michigan. All'interno dell'edificio ha ricreato una sorta di setta i cui componenti sono alcuni degli altri detenuti e una poliziotta, Gloria, che diventa anche sua amante. Con i tipici modi di fare da demagogo, Kai riesce a circondarsi di uomini fedeli a lui.
Undici mesi prima: Kai, due giorni dopo aver ucciso Winter, si trova a casa di Ally emozionato e teso per ciò che dovrà fare la sera seguente insieme al suo esercito personale: uccidere donne incinte, insieme ai rispettivi mariti, per sfavorire il Senatore Herbert Jackson, suo avversario alla candidatura a senatore, e per ribadire il dominio degli uomini sulle donne. Kai fa anche "esercitare" i suoi uomini con dei cocomeri. Nel frattempo, Ally si trova in cucina con Beverly, una giornalista distrutta mentalmente, tanto da arrivare a chiedere ad Ally di ucciderla; Ally prova a calmarla in tutti i modi.
Ally, inoltre, rivela a Kai che non era stata Winter a mettere le cimici per la casa e spiarlo, ma Speedwagon, che lavorava, appunto, per la polizia di Stato, dopo che il Det. Jack Samuels era coinvolto nella setta di Kai. Ally, allora, senza esitare lo uccide. Kai, saputo ciò, è preso da un forte senso di colpa.
La sera seguente, mentre Kai si trova nel suo seminterrato, insieme ad Ally e Beverly, e prepara l'occorrente per i suoi uomini, Ally si allontana da casa sua. La donna si reca nelle vicinanze dove si trovano dei camion dell'FBI con uomini armati, chiamati personalmente da Ally per arrestare Kai. Gli uomini armati uccidono tutto l'esercito personale di Kai e arrestano Kai e Beverly.
Dopo qualche mese Ally è diventata ormai un'icona per tutte le donne del paese. Una sera Beverly, dopo essere stata scarcerata perché ritenuta innocente, si reca al ristorante di Ally; le due donne parlano di Kai e della sua condanna all'ergastolo per tutti gli omicidi commessi dalla setta, tranne quello di Ivy; infatti Kai ha accusato Ally di averla uccisa. Le due donne sono raggiunte da una ragazza, Erica, la fidanzata attuale di Ally e la coppia invita Beverly alla festa di compleanno di Oz.
Durante la festa di compleanno del bambino, viene svelato che molte giornaliste, di stampo femminista, tra cui Lana Winters, hanno provato ad intervistare Ally, ma la donna non ne vuole sentire parlare. Nello stesso momento Ally riceve una telefonata da Kai che in carcere la minaccia di morte.
Ally decide poco dopo di candidarsi come Senatrice dello stato del Michigan per l'anno 2018, come avversaria di Herbert Jackson, promuovendo, con l'aiuto di Beverly, una campagna di stampo femminista, organizzando un dibattito tra i due candidati.
Kai, saputa la notizia, riesce ad evadere dalla prigione grazie all'apparente aiuto di Gloria, uccidendo un detenuto e mutilandolo, così che possa sembrare lui stesso.
Prima dell'inizio del dibattito, Beverly informa Ally della presunta morte di Kai, ma, durante il dibattito il giovane uomo si presenta nel luogo, minacciando Ally con una pistola e dicendole che una donna non potrà mai avere importanza da un punto di vista politico. Sferrato un colpo di pistola, Kai si accorge che la pistola datagli da Gloria è scarica; infatti, Ally e Gloria erano complici fin dall'inizio. Poco dopo Beverly Hope uccide Kai con un colpo di pistola.
Ally, anche dopo questo evento, vince le elezioni, diventando Senatrice e sconfiggendo Jackson. La donna informa il figlio dell'esito delle elezioni, promettendogli di non lasciarlo mai più e dicendogli che la sera stessa dovrà recarsi a un raduno importante. Ally, allora, prima di uscire, indossa un mantello ben conosciuto: la divisa della setta femminista dello SCUM, in memoria di Valerie Solanas.
- Guest star: Adina Porter (Beverly Hope), Annie Ilonzeh (Erica), Dennis Cockrum (Herbert Jackson), Cameron Cowperthwaite (Speedwagon), Cooper Dodson (Oz Mayfair-Richards), Liz Jenkins (Gloria Whitmore).
- Ascolti USA: telespettatori 1 974 000 – rating 18-49 anni 1,0%[14]